# Herbert Walter Levi

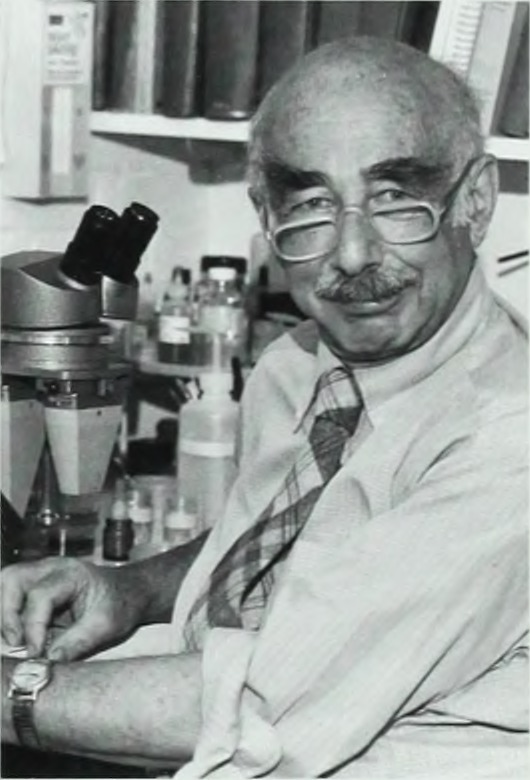
Herbert Walter Levi

Herbert (Herb) Walter Levi (Frankfurt am Main, (Duitsland), 2 januari 1921 – Townsend (Massachusetts), (Verenigde Staten), 3 november 2014) was een Duits-Amerikaans hoogleraar in de zoölogie en conservator van arachnologie aan het Harvard Museum of Natural History.

## Levensloop
Levi werd geboren in Duitsland en verhuisde tijdens zijn schooltijd naar Reading in Engeland. Hij deed zijn studie vervolgens op de Universiteit van Connecticut en de Universiteit van Wisconsin. Levi schreef tijdens zijn carrière zo'n 150 wetenschappelijke artikelen over spinnen en biologische conservatie. Ook is hij auteur van het handboek Spiders and their Kin, dat hij samen met zijn vrouw Lorna Rose Levi en collega Herbert Spencer Zim schreef.
Levi ontving in 2007 de Eugène Simon-prijs van de International Society of Arachnology "voor zijn immense invloed op Amerikaans spinnenonderzoek". Hij is tevens verkozen tot erelid van de American Arachnological Society.
Levi is eponiem voor de spinnen Anisaedus levii en Phrynus levii.